# Kamran & Hooman

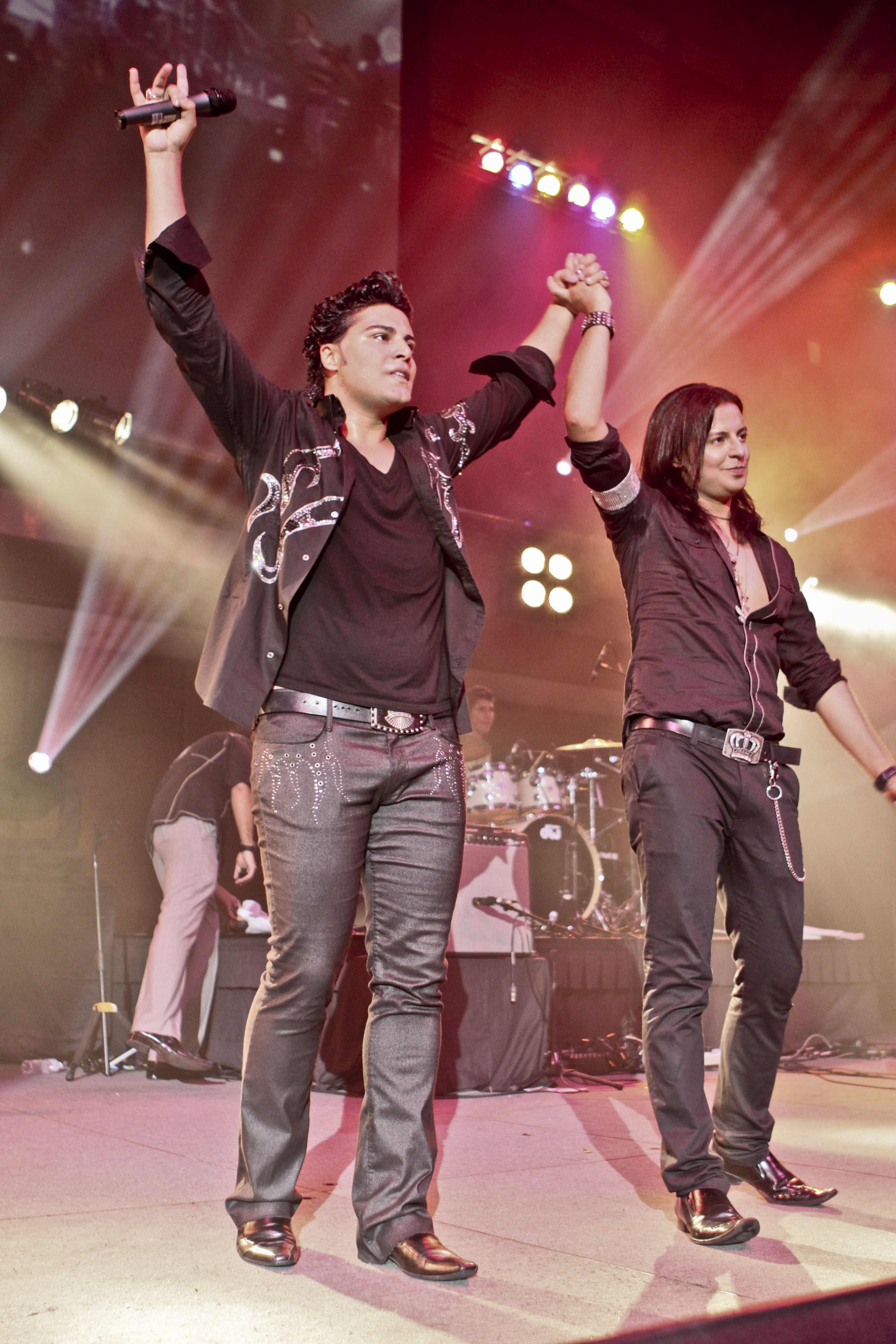
Kamran & Hooman live i Kuala Lumpur, 2010. Hooman till vänster och Kamran till höger.

Kamran & Hooman, är en duo bestående av bröderna Kamran och Hooman Jafari som framför pop på såväl persiska som engelska. Bröderna är bosatta i Los Angeles.

## Bröderna
Kamran Jafari, född 25 november 1978, och Hooman Jafari, född 23 november 1980, flyttade 1985 tillsammans med sin lillasyster Katayoon och sina föräldrar från Teheran till Montreal i Kanada. Hooman började sjunga tidigt medan hans bror Kamran först började studera för att bli flygplanstekniker innan han tog upp sjungandet i gruppen Parvaz. 
Kamran har haft ett förhållande med den persiska modellen Shaghayegh Claudia Lynx, känd som Claudia Lynx

## Låtar
- Haramsara
- Black Cats
- Bandary Song
- Rendevouz
- 20
- Dooset Daram (Kheili Ziad)
- Man Age Nabasham
- Mage Fershteh feat Ebi
- Kolbeh feat Ebi remix
- Messle Khodet
- My song
- Man toro mikham
- Age eshge man to nisti
- Fadaye saret
- Soogand
- Bego mano kamdari
- Naroo
- Popfather
- Lili
- Catman
- Hamkoche feat Silhouette
- Aroosie to feat Silhoette
- Behtarini
- Fereshteh nejat
- Shenasnameh
- Vaghti kassi ro doost dari
- Male to
- To be man neshoon dadi
- Mano bebakhsh
- Mantegh nadaram
- Doost dashtani
- Onike mikhastam
- Eshgh chize ajibiye jedan
- Daram divoone misham
- Oon ba man
- Kheili mamnoon